# Christian Eigentler

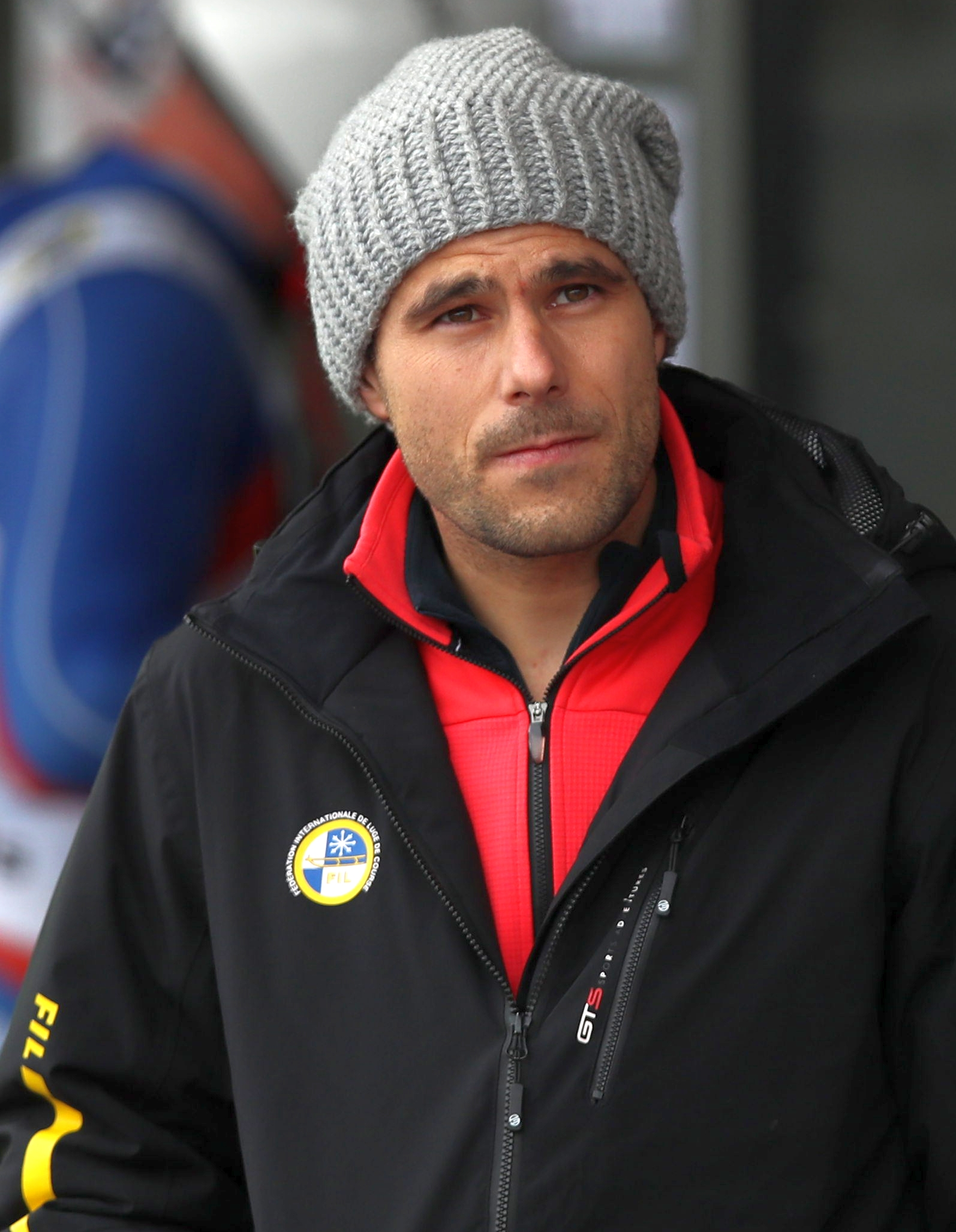
Christian Eigentler (2019)

Christian Eigentler (* 24. August 1983 in Hall in Tirol) ist ein ehemaliger österreichischer Rennrodler und gegenwärtiger Rennrodelfunktionär und -trainer. Seit April 2022 ist er Cheftrainer Kunstbahn beim Österreichischen Rodelverband.

## Leben
Christian Eigentler, Sportsoldat und gelernter Einzelhandelskaufmann, rodelt seit 1995. Der Sportler von TU Sparkasse Innsbruck gehörte von 2002 bis 2008 dem österreichischen Nationalkader an. Bei den Rennrodel-Juniorenweltmeisterschaften 2003 am Königssee wurde er Neunter. Seit Ende der Saison 2003/04 startete er im Rennrodel-Weltcup. Bestes Ergebnis im Weltcup ist ein achter Platz beim Rennen in Park City in der Saison 2006/07, sein größter Erfolg ist ein zehnter Platz bei den Rennrodel-Europameisterschaften 2006 in Winterberg.
Nach dem Ende seiner aktiven Karriere wurde Eigentler Trainer beim Österreichischen Rodelverband, wo er zunächst Nachwuchs betreute. Größter Erfolg in dieser Zeit war der Sieg Miriam Kastlungers bei den Olympischen Jugend-Winterspielen 2012 in Innsbruck. Im August 2012 rückte er für Robert Manzenreiter in das Trainer-Team der Weltcupmannschaft. Zum Beginn der Saison 2014/15 wurde Eigentler Technischer Direktor Kunstbahn der Fédération Internationale de Luge de Course; bereits ab der Saison 2013/14 wurde er von Bjørn Dyrdahl, dem ständigen Technischen Delegierten des Internationalen Rennrodelverbands und damit seinem Vorgänger, in dieses Aufgabengebiet eingearbeitet. Seinen Posten beim Internationalen Rennrodelverband gab er zum April 2022 auf, nachdem bereits in der Saison 2021/22 Hansjörg Raffl als Technischer Delegierten des Elite-Weltcups fungiert hatte, um Cheftrainer Kunstbahn des  Österreichischen Rodelverbandes zu werden. Eigentler folgte dort auf René Friedl, der in den Nachwuchsbereich wechselte; neuer Technischer Direktor Kunstbahn bei der FIL wurde zur Saison 2022/23 der Lette Andris Šics.